# Zenta Mauriņa
Zenta Mauriņa (15. december 1897 i Lejasciems - 25. april 1978 i Basel i Schweiz) var en lettisk forfatter, essayist og filologiforsker. Hun var gift med Konstantīns Raudive.
Mauriņa var datter af lægen Roberta Mauriņa og tilbragte sin barndom i Grobiņa, hvor hun som femårig fik polio, hvilket gjorde at hun tilbragte resten af sit liv i en kørestol. Efter hun havde gået i den russiske pigeskole i Liepāja fra 1913 til 1915 studerede hun filosofi ved Letlands Universitet i Riga i årene 1921 til 1923. Dernæst studerede hun de baltiske sprogs filologi fra 1923 til 1927. Hun underviste ved Letlands Lærerinstitut og Letlands Universitet i Riga samt i Mūrmuiža, og opnåede sin doktorgrad i filologi i 1938, efter at have forsket i den lettiske digter og filosof Fricis Bārdas værker.
Ved slutningen af 2. verdenskrig tog Mauriņa i eksil, først i Tyskland, men senere i Sverige, hvor hun var lektor ved Uppsala Universitet fra 1949 til 1963. Senere i livet boede hun i Bad Krozingen i det sydlige Tyskland, og hun døde og blev begravet i Basel i Schweiz.
Til og med 1944 havde Mauriņa udgivet 19 bøger i Letland, herunder monografier om de lettiske forfattere Rainis, Jānis Poruks, Anna Brigadere og Fricis Bārda, såvel som Dostojevskij og Dante. I denne periode skrev hun også romanen Livet på et tog (lettisk: Dzīves vilcienā) fra 1941. Efter krigen udgav hun 20 bøger på lettisk og 27 på tysk, og hendes værker er blevet oversat til en række sprog, herunder bl.a. italiensk, engelsk, russisk, svensk, hollandsk, finsk og dansk.